# António da Silva Monteiro
António da Silva Monteiro, o Conde da Silva Monteiro, (Lordelo do Ouro 16 de agosto de 1822 – 15 de janeiro de 1885) foi um nobre português. Recebeu o título de conde em 22 de dezembro de 1875 por decreto de Dom Luís I, rei de Portugal.

## Biografia
Filho de pais comerciantes, emigrou ainda jovem para o Brasil, e na cidade do Rio de Janeiro tornou-se próspero capitalista e negociante, proprietário de importante casa comercial que ainda estava em actividade no tempo de sua morte, mesmo ele tendo retornado a residir em Portugal.
No retorno a sua terra, o "seu coração compassivo e seu animo generoso, não ficaram inertes" quando sua ajuda filantrópica foi requisitada, e desta maneira contribuiu para a criação das escolas primárias das freguesias de Lordelo do Ouro e de Miragaia.
Por ocasião da Guerra Franco-Prussiana, impulsionou com sua iniciativa a festa do Palácio de Cristal, em benefícios dos feridos desta campanha, e mais tarde tratando da organização da junta central de ajuda aos flagelados da enchente de 1877, prestou, na qualidade de vice-presidente, assinalados serviços e contribuiu com a quantia de 200$000 réis para a subscrição que promoveu.
Foi presidente da Associação dos Bombeiros Voluntários e da Associação Comercial. Vice-Presidente da Câmara Municipal do Porto de 1876 a 1877, assumindo a presidência nas ausências do titular. Foi presidente da Sociedade Palácio de Cristal. Teve seu nome associado a diversas empresas e empreendimentos como a Companhia do Caminho de Ferro a Póvoa, Tanoaria a Vapor, Fábrica de Papel de Ruães, dentre outras. Foi um grande incentivador dos projectos do Porto de Leixões e do Caminho de Ferro para Salamanca.
Amador apaixonado por horticultura e jardinagem, possuía na grande e graciosa estufa de ferro e vidro, construída pela fundição de Massarelos, na sua quinta da Lavandeira, em Vila Nova de Gaia, uma preciosa e variada colecção de plantas. Nas exposições do Palácio de Cristal foi diversas vezes expositor premiado.
A sua casa na Rua da Restauração era mobilada com a sumptuosidade que a sua fortuna permitia. Era considerada uma verdadeira "maravilha"; uma das salas "ornamentada com mobílias, estofos e porcelanas da China" de grande preço e "delicadíssimo gosto".
Era Fidalgo Cavaleiro da Casa Real, Comendador da Ordem da Conceição.
Faleceu inesperadamente, de uma hepatite complicada, apesar de pouco tempo ter estado doente, e por ocasião de seu sepultamento, manifestou-se a Família Real Portuguesa e grande parte de representantes das diversas classes sociais.

## Genealogia
António da Silva Monteiro era o filho de António da Silva Monteiro e Ana Narcisa Pereira. Ele se casou com D. Carolina Julia da Silva Ferreira no Rio de Janeiro e tiveram seis filhos.

### Pais
- Pai: António da Silva Monteiro (1786 – )
- Mãe: Ana Narcisa Pereira

### Avós Paternos
- Avô: António da Silva Monteiro
- Avó: Thomasia Rosa de Santa Anna

O casal teve dois outros filhos registados, Margarida da Silva Monteiro batizada a 09 Fev 1783, e Anna Monteiro batizada 28 Mar 1790, ambas em São Martinho, Lordelo do Ouro. 

### Avós Maternos
- Avô: José Narciso Pereira
- Avó: Ana Joaquina e Rosa

### Padrinhos
- Padrinho: José da Silva Monteiro
- Avó: Theodora Monteiro Silva

### Esposa
- Esposa: D. Carolina Julia da Silva Ferreira (–1921)

### Filhos
- António da Silva Monteiro (nascimento – falecimento)
- Francisco da Silva Monteiro (nascimento – falecimento)
- José da Silva Monteiro (nascimento – falecimento)
- Alfredo da Silva Monteiro (nascimento – falecimento)
- José Da Silva Monteiro (nascimento – falecimento)
- D. Julia Carolina Monteiro (nascimento – 1833)